# 浪中岛
浪中岛是马来西亚登嘉楼州瓜拉登嘉楼的一座岛屿。它通过到马江（英語：Merang）的渡船与大陆相连。

## 地理
浪中岛位于马来西亚半岛东海岸，距瓜拉登嘉楼东北约40公里（距丹戎马江22.5公里）。丹戎马江（英語：Tanjung Merang）是一个小渔村，在瓜拉登嘉楼以北45分钟路程，村外几分钟路程就有码头。从丹戎马江可以乘船到达浪中岛，约45分钟车程。通常从这里出发的快艇必须预先安排好，需要40分钟。浪中岛大多数船舶运营商都有固定的时间表，在旺季每天（上午和下午）各有两次快艇，在非旺季只有一次快艇。快艇费用约95令吉。也可以从丹戎马江、热浪岛或停泊群岛租用一艘船（每次380马来西亚令吉）去浪中岛。

## 旅游
浪中岛周围的热带水域海水清澈，呈青绿色。岛上指定的海洋公园里有珊瑚，公园的鱼非常漂亮。在旺季，海水波平如镜。浪中岛上有一个潜水中心是学习潜水的好地方。和邻近的热浪岛或停泊群岛相比，浪中岛几乎所有的住处都是度假地。浪中岛属热带气候，气温稳定在30°C左右，雷暴频繁而短暂。

## 生物
浪中岛有极好的珊瑚礁，鱼类丰富，偶尔还有鲨鱼和鳐鱼。浪中岛从4月到10月都有绿海龟筑巢，也会有鹰嘴龟筑巢，它们经常出现在浪中岛附近的海里。浪中岛有相当多的巨蜥，但是在度假海滩附近很少能看到它们。在清晨，较小的巨蜥通常在岛上安静的地方转悠。浪中岛覆盖着原始森林，有各种各样的鸟类、青蛙、蜥蜴和昆虫。

## 天气和季节
和马来西亚东海岸的其他地区一样，浪中岛也受到来自南海的东北季风的影响，因此大多数度假胜地都被关闭，10月至3月之间的轮渡运输日程受到严重限制。

## 文化
2011年，Angelababy和彭于晏主演的爱情片《夏日乐悠悠》在浪中岛上取景拍摄。